# Cuscuta cockerellii
Cuscuta cockerellii är en vindeväxtart som beskrevs av Truman George Yuncker. Cuscuta cockerellii ingår i släktet snärjor, och familjen vindeväxter. Inga underarter finns listade i Catalogue of Life.